# Tony Award/Beste Nebendarstellerin in einem Musical
Für den Tony Award/Beste Nebendarstellerin in einem Musical können alle Darstellerinnen, die im Laufe des Jahres in Musicals am Broadway in New York gespielt haben, nominiert werden. Der Tony Award für die beste Leistung in einer weiblichen Nebenrolle in einem Musical ging bisher an:

## 1950–1959
- 1950: Juanita Hall (in South Pacific)
- 1951: Isabel Bigley (in Guys and Dolls)
- 1952: Helen Gallagher (in Pal Joey)
- 1953: Sheila Bond (in Wish You Were Here)
- 1954: Gwen Verdon (in Can-Can)
- 1955: Carol Haney (in The Pajama Game)
- 1956: Lotte Lenya (in Die Dreigroschenoper)
- 1957: Edith Adams (in Li'l Abner)
- 1958: Barbara Cook (in The Music Man)
- 1959: Pat Stanley (in Goldilocks)

## 1960–1969
- 1960: Patricia Neway (in The Sound of Music)
- 1961: Tammy Grimes (in The Unsinkable Molly Brown)
- 1962: Phyllis Newman (in Subways Are for Sleeping)
- 1963: Anna Quayle (in Stop the World – I Want to Get Off)
- 1964: Tessie O’Shea (in The Girl Who Came to Supper)
- 1965: Maria Karnilova (in Anatevka)
- 1966: Beatrice Arthur (in Mame)
- 1967: Peg Murray (in Cabaret)
- 1968: Lillian Hayman (in Hallelujah, Baby!)
- 1969: Marian Mercer (in Promises, Promises)

## 1970–1979
- 1970: Melba Moore (in Purlie)
- 1971: Patsy Kelly (in No, No, Nanette)
- 1972: Linda Hopkins (in Inner City)
- 1973: Patricia Elliott (in A Little Night Music)
- 1974: Janie Sell (in Over Here!)
- 1975: Dee Dee Bridgewater (in The Wiz)
- 1976: Kelly Bishop (in A Chorus Line)
- 1977: Delores Hall (in Your Arm's Too Short to Box With God)
- 1978: Nell Carter (in Ain’t Misbehavin’)
- 1979: Carlin Glynn (in The Best Little Whorehouse in Texas)

## 1980–1989
- 1980: Priscilla Lopez (in A Day in Hollywood/A Night in the Ukraine)
- 1981: Marilyn Cooper (in Woman of the Year)
- 1982: Liliane Montevecchi (in Nine)
- 1983: Betty Buckley (in Cats)
- 1984: Lilja Kedrowa (in Zorba)
- 1985: Leilani Jones (in Grind)
- 1986: Bebe Neuwirth (in Sweet Charity)
- 1987: Frances Ruffelle (in Les Misérables)
- 1988: Judy Kaye (in Das Phantom der Oper)
- 1989: Debbie Shapiro (in Jerome Robbins' Broadway)

## 1990–1999
- 1990: Randy Graff (in City of Angels)
- 1991: Daisy Eagan (in The Secret Garden)
- 1992: Tonya Pinkins (in Jelly's Last Jam)
- 1993: Andrea Martin (in My Favorite Year)
- 1994: Audra McDonald (in Carousel)
- 1995: Gretha Boston (in Show Boat)
- 1996: Ann Duquesnay (in Bring in 'da Noise/Bring in 'da Funk)
- 1997: Lillias White (in The Life)
- 1998: Audra McDonald (in Ragtime)
- 1999: Kristin Chenoweth (in You're a Good Man, Charlie Brown)

## 2000–2009
- 2000: Karen Ziemba (in Contact)
- 2001: Cady Huffman (in The Producers)
- 2002: Harriet Harris (in Thoroughly Modern Millie)
- 2003: Jane Krakowski (in Nine)
- 2004: Anika Noni Rose (in Caroline, or Change)
- 2005: Sara Ramírez (in Monty Python’s Spamalot)
- 2006: Beth Leavel (in The Drowsy Chaperone)
- 2007: Mary Louise Wilson (in Grey Gardens)
- 2008: Laura Benanti (in Gypsy)
- 2009: Karen Olivo (in West Side Story)

## 2010–2019
- 2010: Katie Finneran (in Promises, Promises)
- 2011: Nikki M. James (in The Book of Mormon)
- 2012: Judy Kaye (in Nice Work If You Can Get It)
- 2013: Andrea Martin (in Pippin)
- 2014: Lena Hall (in Hedwig and the Angry Inch)
- 2015: Ruthie Ann Miles (in The King and I)
- 2016: Renée Elise Goldsberry (in Hamilton)
- 2017: Rachel Bay Jones (in Dear Evan Hansen)
- 2018: Lindsay Mendez (in Rodgers & Hammerstein’s Carousel)
- 2019: Ali Stroker (in Rodgers & Hammerstein’s Oklahoma!)

## Seit 2020
- 2020/2021: Lauren Patten (in Jagged Little Pill)
- 2022: Patti LuPone (in Company)
- 2023: Bonnie Milligan (in Kimberly Akimbo)
- 2024: Kecia Lewis (in Hell’s Kitchen)